# Donadillo
Donadillo (en carballés Donadiellu) es una localidad del municipio de Manzanal de los Infantes, en la provincia de Zamora (España).
Próxima la sierra de la Cabrera Baja, destaca entre su caserío la iglesia parroquial de Santa Eufemia y la ermita de la Vera Cruz.

## Historia
En la Edad Media, Donadillo quedó integrado en el Reino de León, cuyos monarcas acometieron la repoblación del oeste zamorano.
Con la creación de las actuales provincias en 1833, Donadillo pasó a formar parte de la provincia de Zamora, dentro de la Región Leonesa, quedando integrado en 1834 en el partido judicial de Puebla de Sanabria.
En torno a 1850, el antiguo municipio de Donadillo se integró en el de Manzanal de los Infantes.

## Patrimonio
Entre su patrimonio destaca su iglesia parroquial de Santa Eufemia y la ermita de la Vera Cruz. El pueblo cuenta con la cofradía de la Santísima Vera Cruz. Data del año 1540.

## Fiestas
- La Santa Cruz el 3-4 de mayo.
- Desde el 10 de agosto de 1997 se celebra la fiesta del Corpus el segundo sábado de agosto.
- Costumbres: Aún se toca a concejo.

## Personas relevantes
- Juliana Alonso Fernández, Superiora General de la Congregación de Agustinas Misioneras. Nacida el 13 de marzo de 1942 en Donadillo (Zamora).
- Horacio Santiago-Otero, Estudioso del pensamiento hispano medieval. Nacido el 20 de julio de 1928. Falleció en Madrid, a los 68 años de edad, el 26 de mayo de 1997.
- Miguel Santiago Prieto, Teniente Coronel del Ejército (Capellán Militar).

Nació en Donadillo el día 28 de febrero de 1930.